# Пономаренко, Борис Антонович
Борис Антонович Пономаренко (14 октября 1937 — 5 апреля 2025) — комбайнёр Новомихайловского свиносовхоза Кущёвского района Краснодарского края, Герой Социалистического Труда, кавалер орденов Ленина и Трудового Красного Знамени.

## Биография
Борис Антонович Пономаренко родился 14 октября 1937 года на хуторе Чекуновка в семье коммунара Антона Николаевича и Веры Тимофеевны Пономаренко.
В семье росло трое сыновей, Борис Антонович был самым старшим, поэтому с 11 лет пошёл работать разнорабочим. Стать механизатором было его заветным желанием.
В 1956 году армия, целина, уборка. В армии окончил на отлично танковое училище и прослужил три с половиной года.
После увольнения в запас окончил Шкуринское училище по специальности механизатор широкого профиля и стал работать на тракторе и комбайне в свиносовхозе «Новомихайловский» (в который был реорганизован его бывший колхоз).
На жатве 1973 года Пономаренко Б. А. занял по намолоту второе место в крае. Но для него это был не предел, не в его характере останавливаться на достигнутом. А в 1974 году звено механизаторов под руководством Бориса Антоновича намолотило 23680 центнеров зерна. Это был рекордный намолот на жатве 1974 года. Обязательства выполнены и перевыполнены, но сколько за ними труда, какой ценой достались. Весть о таком результате мигом облетела всю Кубань и дошла до Москвы. Узнав о чемпионе-земляке, прославленный комбайнер тридцатых годов, Герой Социалистического труда, зачинатель стахановского движения среди комбайнеров Константин Александрович Борин приехал в совхоз, чтобы лично поздравить победителя Всекубанского соревнования среди хлеборобов и вручить ему переходящий кубок им. Константина Борина.
За выдающиеся успехи, достигнутые во Всесоюзном Соц. Соревновании Борис Антонович Указом Президиума Верховного Совета СССР от 07.12.1973 года награждён орденом Трудового Красного Знамени. Указом Президиума Верховного Совета СССР от 10.02.1975 года ему было присвоено звание Героя Социалистического труда с вручением ордена Ленина и золотой медали «Серп и Молот».
Борис Антонович избирался делегатом XXV съезда КПСС в 1976 году и делегатом XVIII съезда профсоюзов СССР в 1987 году.
Будучи героем, Борис Антонович заочно окончил Брюховецкий сельскохозяйственный техникум, получил профессию механика. В 1984 году у Бориса Антоновича пошатнулось здоровье, пришлось уйти на другую работу. Поправив немного здоровье, Борис Антонович не смог сидеть сложа руки. Его всегда беспокоила жизнь села и его жителей. В 1990 году он был избран в состав Совета ветеранов войны и труда Новомихайловского сельского округа. Уйдя в 1995 году на пенсию, Борис Антонович продолжал вести активную общественную жизнь. Более 22 лет Борис Антонович занимается патриотическим воспитанием молодежи. Встречается с учащимися в школе, активно участвует в мероприятиях, является ответственным за состояние мемориального комплекса в посёлке Коммунар.
Скончался 5 апреля 2025 года.